# Проект «Чаттер»
Проект «Чаттер» или «Болтовня» (англ. Project CHATTER) — программа ВМС США, начавшаяся осенью 1947 года и направленная на выявление эффективности использования наркотиков при допросах и вербовке агентов. В её задачи также входило создание и тестирование новых химических веществ. Программа включала в себя проведение лабораторных экспериментов как на животных, так и на людях. Руководил проектом Чарльз Сэвидж из Военно-морского медицинского исследовательского института, Бетесда (Штат Мэриленд, США). В рамках проекта применялись агенты как синтетических, так и природных веществ, которые теоретически были бы полезны во время проведения допросов. Проект был сосредоточен на использовании анабазина (алкалоида), скополамина и мескалина, но не ограничивался ими. Программа закончилась вскоре после Корейской войны в 1953 году.